# Carl Devlies
Carl C. Devlies, né à Amsterdam le 23 janvier 1953 est un homme politique belge flamand, membre de CD&V.
Licencié en droit et en économie.

## Carrière politique
- 1995 - 2008: premier échevin à Louvain
- 1998 - 1998: bourgmestre ff. de Louvain
- 2002 - 2014: député fédéral belge
- 2008 - 2011: secrétaire d'état pour la coordination de la lutte contre la fraude